# Воля-Блендовська (Остроленцький повіт)
Воля-Блендовська (пол. Wola Błędowska) — село в Польщі, у гміні Бараново Остроленцького повіту Мазовецького воєводства.
Населення — 190 осіб (2011).
У 1975-1998 роках село належало до Остроленцького воєводства.

## Демографія
Демографічна структура станом на 31 березня 2011 року:
|          | Загалом | Допрацездатний вік | Працездатний вік | Постпрацездатний вік |
| -------- | ------- | ------------------ | ---------------- | -------------------- |
| Чоловіки | 110     | 30                 | 68               | 12                   |
| Жінки    | 80      | 15                 | 48               | 17                   |
| Разом    | 190     | 45                 | 116              | 29                   |